# Сомбатхей
Сомбатхей (на унгарски: Szombathely) е град в Западна Унгария, административен център на област Ваш. Сомбатхей е с население от 80 154 жители (2005 г.) и площ от 97,52 км². Пощенският код му е 9700, а телефонният 94. Намира се близо до Австрия. В пределите на Римската империя Сомбатхей е познат като град Савария.

## Побратимени градове
- Йошкар Ола, Русия
- Кауфбойрен, Германия
- Лапеенранта, Финландия
- Марибор, Словения
- Разград, България
- Рамат Ган, Израел
- Ферара, Италия